# Sotto effetto stono
Sotto effetto stono è il secondo album in studio del gruppo musicale rap italiano Sottotono, pubblicato il 10 marzo 1996 dalla Warner Bros. Records.
L'album ricevette un'eccellente ricezione dalla critica, diventando un classico dell'hip hop italiano, nonché il disco più importante del gruppo. Il disco ottenne anche un ottimo successo commerciale a livello nazionale, raggiungendo il doppio platino vendendo oltre 220 000 copie, essendo trainato dai singoli Solo lei ha quel che voglio e Dimmi di sbagliato che c'è. Col disco il duo vince il premio rivelazione dell'anno al Festivalbar 1997 con la canzone Dimmi di sbagliato che c'è, e partecipa all'MTV Day nell'edizione del 1997

## Il disco

### Antefatti
Dopo l'uscita dal gruppo di Nega e DJ Irmu, i Sottotono si riducono ai soli Tormento e Fish. Questa separazione imposterà così definitivamente il nuovo sound del gruppo: le influenze West Coast e gangsta sono sempre presenti, anche se in questo lavoro Tormento lascia affiorare anche le sue influenze soul e R&B.

### Composizione musicale
Il disco presenta un sound hip hop soul con forti influenze g-funk ed R&B, con temi che spaziano da canzoni d'amore a canzoni che narrano episodi di vita veloce e di donne di facili costumi in un'atmosfera, definita dallo stesso Tormento, alla "fragole e champagne".

## Tracce
1. Sotto effetto stono – 4:11
2. Non c'è amore (feat. Graziano Romani) – 3:55
3. Eh beh (feat. Marya & Maku Go) – 3:50
4. Succo alla pera col gin – 3:51
5. Ho il controllo – 0:48
6. Di Tormento ce n'è uno – 4:41
7. Solo lei ha quel che voglio (feat. Danny Losito) – 4:30
8. Dimmi che farai – 2:51
9. Cronici (feat. Maku Go) – 4:52
10. Tranquillo – 4:10
11. Quei bravi ragazzi (feat. DJ Double S, Lyricalz & Left Side) – 5:05
12. Non c'è storia (feat. Graziano Romani) – 3:28
13. Ianglediz (feat. Esa, Polare & Bassi Maestro) – 5:00
14. Dimmi di sbagliato che c'è (feat. Jasmine) – 4:02
15. L'inconscio – 6:35

## Citazioni di altre canzoni
- In Di Tormento ce n'è uno cita il pezzo dei Sangue Misto Lo straniero : e devi solo stare muto/ alza i tacchi e torna un po' da dove sei venuto, seguito da un dissing chiaramente rivolto a Neffa.
- Più avanti, sempre nella traccia 6: quindi non stressarmi, solo Dio può giudicarmi; chiaro riferimento alla canzone Only God Can Judge Me, di Tupac Shakur presente nell'album All Eyez on Me.
- Nella traccia 10, il ritornello è un chiaro riferimento al brano Easy di Lionel Richie, ripresa in seguito anche dal gruppo Faith No More: easy like sunday morning ... tranquillo come domenica mattina...
- In Non c'è storia si fa riferimento alla loro stessa canzone Tranquillo, presente in questo album.
- Nella canzone Ianglediz interpola il ritornello di Temperature's Rising dei Mobb Deep contenuta nell'album The Infamous: e perciò me ne frego me ne.. 'cause when the temperature's rising... io sto troppo bene.

## Classifiche
| Classifica (1997) | Posizione massima |
| ----------------- | ----------------- |
| Italia            | 13                |